# Harshvardhan Kapoor
Harshvardhan Kapoor (Bombay, 9 november 1990) is een Indiaas acteur die voornamelijk in Hindi films speelt.

## Biografie
Harshvardhan begon zijn film carrière als regie assistent van regisseur Anurag Kashyap, voor hij zijn debuut in 2016 maakte met Mirzya. Waar hij prijzen voor won als beste mannelijke debuut.
Harshvardhan is de zoon van Anil Kapoor met wie hij te zien is in AK vs AK en Thar, ook is hij de jongere broer van actrice Sonam Kapoor die ook een rol speelt in AK vs AK.

## Filmografie
| Jaar | Titel                   | Rol             | Opmerking                       |
| ---- | ----------------------- | --------------- | ------------------------------- |
| 2015 | Bombay Velvet           |                 | regie assistent                 |
| 2016 | Mirzya                  | Munish/ Adil    |                                 |
| 2018 | Bhavesh Joshi Superhero | Siku            |                                 |
| 2020 | AK vs AK                | zichzelf        | Netflix film                    |
| 2021 | Ray                     | Vikram Arora    | verhaal Spotlight, Netflix film |
| 2022 | Thar                    | Siddharth Kumar | Netflix film, ook producent     |